# Idsjön, Ångermanland
Idsjön är en sjö i Kramfors kommun i Ångermanland och ingår i Ångermanälvens huvudavrinningsområde. Sjön har en area på 0,266 kvadratkilometer och ligger 164,3 meter över havet. Sjön avvattnas av vattendraget Mångsån.

## Delavrinningsområde
Idsjön ingår i det delavrinningsområde (699839-160886) som SMHI kallar för Utloppet av Idsjön. Medelhöjden är 238 meter över havet och ytan är 5,91 kvadratkilometer. Det finns inga avrinningsområden uppströms utan avrinningsområdet är högsta punkten. Mångsån som avvattnar avrinningsområdet har biflödesordning 3, vilket innebär att vattnet flödar genom totalt 3 vattendrag innan det når havet efter 16 kilometer. Avrinningsområdet består mestadels av skog (81 procent). Avrinningsområdet har 0,31 kvadratkilometer vattenytor vilket ger det en sjöprocent på 5,3 procent.